# Procento na umění

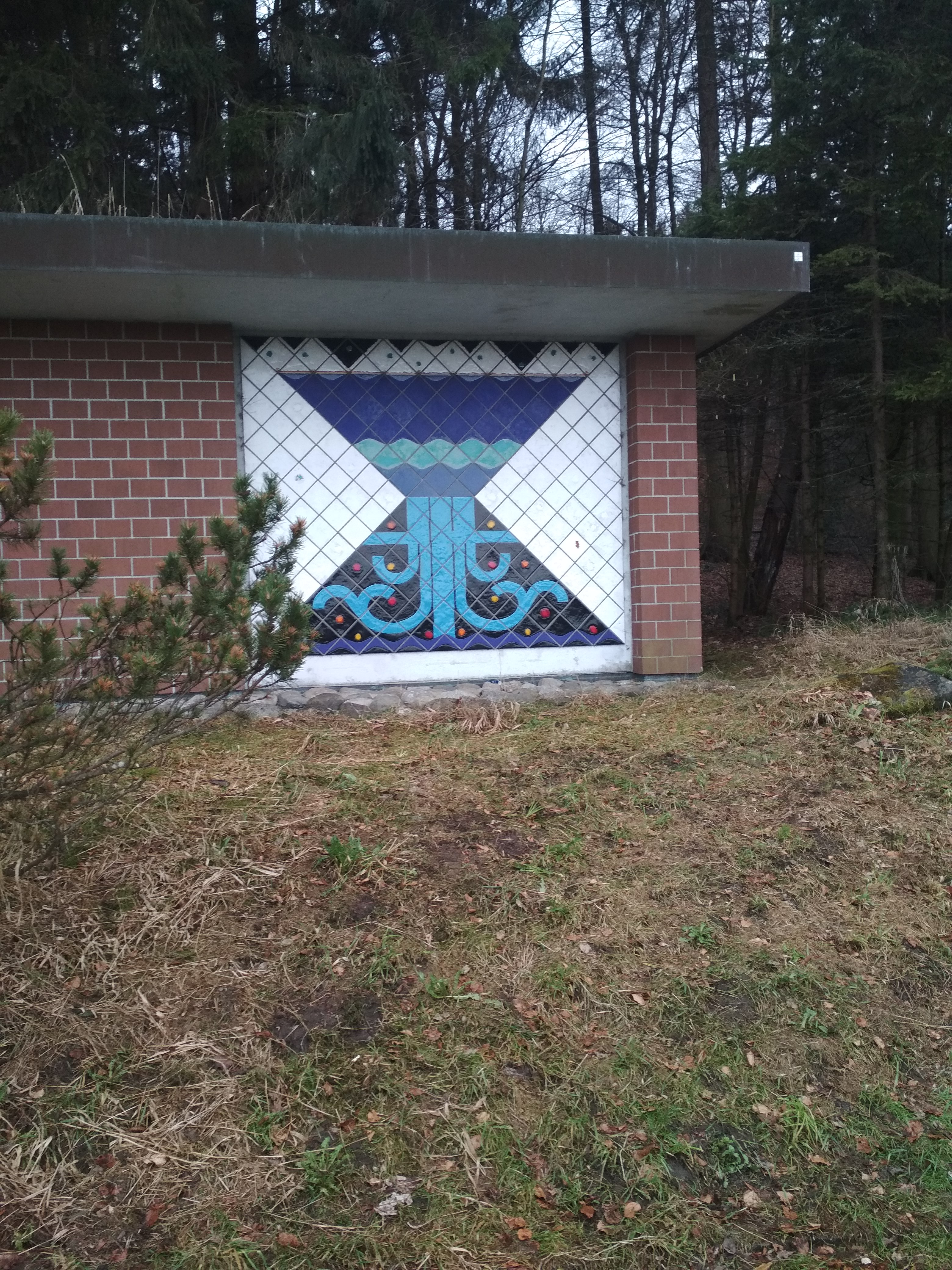
Curych, nástěnná mozaika v továrně na ventily Hubenstrasse ve Schwamendingen, Warja Lavater 1985

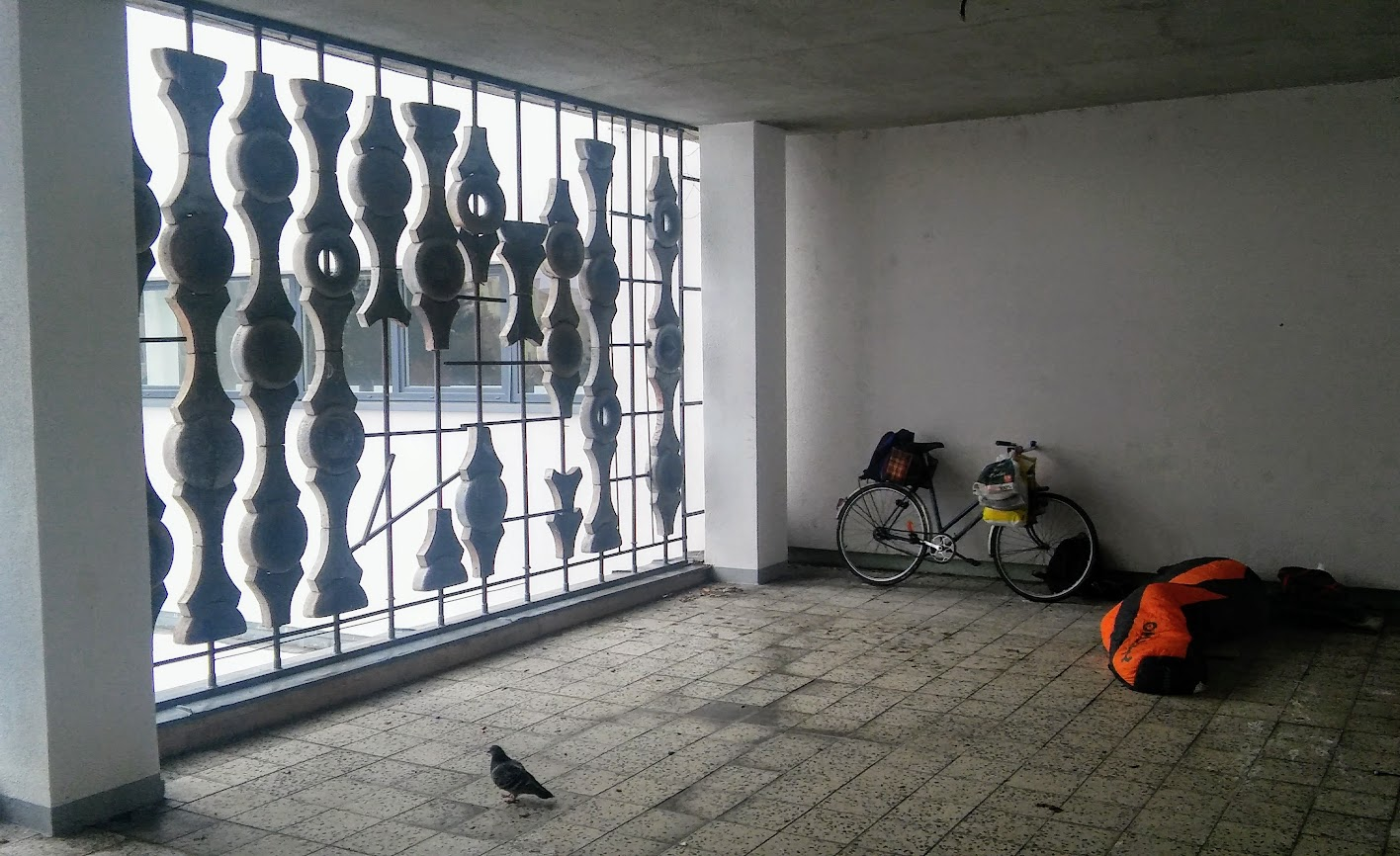
Muž bez domova spí pod reliéfem.

Procento na umění je mechanismus, jakým určitá země nebo město podporují umísťování výtvarných děl do veřejného prostoru. Většinou se jedná o jedno a více procent z realizace určité stavby, které musí investor vyčlenit na umělecké okrášlení místa.

## Historie
Výtvarné umění se umísťovalo do veřejného prostoru již od samého počátku, ovšem často jako součást fasád budov. Teprve v době baroka se v Evropě přešlo i na umísťování soch do otevřeného prostoru. Donátory umění tak byly po mnoho dekád šlechta a církev, s nástupem průmyslové revoluce a vzniku nové bohaté vrstvy v Evropě i tato třída. S ústupem vlivu šlechty a církve, tuto úlohu před polovinou 20. století začal přebírat stát.
Prvním státním projektem byl Federální projekt umění ve Spojených státech amerických (USA) který vešel v platnost v roce 1934. Stanovoval, že jedno procento z federální investice na stavbu má být použito na umění. Za devět let existence tak bylo v rámci projektu osazeno dvě stě tisíc děl po celých Spojených státech. Po druhé světové válce na něj navázal projekt Umění v architektuře, který vyčlenil půl procenta z předpokládané ceny zakázky na umění. Postupně se uchytil v mnohých státech USA, ale i ve městech a je platný dodnes.
Příkladu USA pak v první polovině dvacátého století následovali například Francie a Švédsko. Ti nařizovali vyčlenit jedno procento na umění z ceny stavby. V padesátých letech dvacátého století se přidalo Západní Německo (1 a následně 2 % na umění), Nizozemsko (0,5 až 1,5 %) a Finsko. V Československu vešel podobný princip v platnost v roce 1965 a nařizoval, že na umění musí být vynaloženo 1 až 4 % z předpokládaných nákladů stavby. Tento program byl v roce 1991 ukončen.